# Хасмерсхајм
Хасмерсхајм (њем. Haßmersheim) општина је у њемачкој савезној држави Баден-Виртемберг. Једно је од 27 општинских средишта округа Некар-Оденвалд. Према процјени из 2010. у општини је живјело 4.935 становника. Посједује регионалну шифру (AGS) 8225033.

## Географски и демографски подаци
Хасмерсхајм се налази у савезној држави Баден-Виртемберг у округу Некар-Оденвалд. Општина се налази на надморској висини од 145 метара. Површина општине износи 19,2 km². У самом мјесту је, према процјени из 2010. године, живјело 4.935 становника. Просјечна густина становништва износи 258 становника/km².

## Међународна сарадња
| Мјесто          | Држава    | Врста сарадње | Од    |
| --------------- | --------- | ------------- | ----- |
| Шартр де Бретањ | Француска | партнерство   | 2005. |
| Извор           |           |               |       |